# Nguyễn Doãn Dũng
Nguyễn Doãn Dũng (ur. 8 grudnia 1986) – wietnamski zapaśnik walczący w stylu wolnym.
Złoty medalista igrzysk Azji Południowo-Wschodniej w 2007. Zajął 27. miejsce na mistrzostwach świata w 2006. Piętnasty na mistrzostwach Azji w 2008 roku.